# Графство Ритберг
Графството Ритберг (на немски: Grafschaft Rietberg) е територия на Свещената Римска империя на немската нация от 1237 до 1807 г. Намирало се на горен Емс във Вестфалия, до княжеските епископства Падерборн и Мюнстер в Германия.
Резиденцията му била дворец Ритберг, построен преди 1353 г. близо до стария замък Ритберг, построен ок. 1100 г.
Фамилията на графовете на Ритберг се образува чрез отцепване от графовете на Арнсберг през 1092 г. от Хайнрих († 1116), малкият син на граф Конрад II от Арнсберг-Верл и Мехтхилд/Матилда, дъщеря на баварския херцог Ото Нортхаймски. През 1237 г. граф Конрад I († 1284) получава северната част от графството Арнсберг, управлява от 1237 до 1264 г. и се нарича на резиденцията си замък Ритберг.
Графството е окупирано от французите през 1806/1807 г. и става част на Кралство Вестфалия.